# Evgueni Bogdanov
Pour les articles homonymes, voir Bogdanov.
Evgeny Bogdanov est un compositeur ukrainien de problèmes d'échecs, né le 27 février 1952 et mort le 30 octobre 2010.
Il est maître international pour la composition échiquéenne depuis 1989 et grand maître international pour la composition échiquéenne depuis 2012.